# Ex-convento di San Biagio
L'ex-convento di san Biagio è un ex monastero risalente alla fine del XIV secolo sito nel centro storico della città di Cesena; inizialmente era sede di un ordine monastico che vi permase fino alla sua soppressione nel 1810; da allora ebbe diverse utilizzazioni fino a quando, dopo il restauro del 1975, divenne definitivamente sede di alcune istituzioni comunali come, dal 1984, la Pinacoteca comunale di Cesena.

## Storia
Il primo ordine religioso femminile di cui si ha notizie a Cesena fu quella delle benedettine del monastero dei Santi Giacomo e Filippo, presso il ponte delle Abbadesse (IX secolo). Venne poi trasferito dapprima in Camp de' Buoi (zona piazza Aguselli), quindi in Valdoca, dove venne costruzione del monastero dedicato a San Biagio (1394); l'edificio venne completato nel 1424.
Nel 1486 il monastero venne ristrutturato completamente; nel 1650 venne aggiunto un campanile che venne modificato nel 1774 da Agostino Azzolini. La fondazione del monastero delle Benedettine risale verso gli ultimi decenni del XIII secolo, ma già alla fine del XV secolo l'edificio fu ricostruito.
Il monastero ebbe la sua massima espansione nella seconda metà del XVII secolo, quando arrivò ad occupare tutto l'isolato a ridosso delle mura della città. Dopo l'arrivo delle truppe napoleoniche nel 1810, il monastero fu saccheggiato e le suore vennero espulse e, in seguito alla soppressione della chiesa, fu venduto e destinato ad abitazioni, gendarmeria e più tardi fu utilizzato come orfanotrofio.
Con la Restaurazione il complesso divenne sede della "casa di ricovero delle Figlie del Povero". Seguirono nuovi lavori di ristrutturazione nel 1860 e, dopo la prima guerra mondiale, una parte del convento venne adibita a tabacchificio. L'orfanotrofio è stato soppresso solo dopo il 1960. 
Fino al 1967 ospitò la scuola media statale n. 4.
Negli anni settanta l'intero edificio fu restaurato e in seguito divenne centro culturale polivalente; oltre alla Pinacoteca comunale, si trova anche la sede del Centro cinema San Biagio, del Museo dell'Immagine, la fonoteca e l'Istituto Musicale "A. Corelli".
Il complesso divenne quindi sede del Centro culturale San Biagio, comprendente una sezione dedicata al cinema (con due sale cinema, biblioteca e videoteca), un centro provinciale teatro per ragazzi, un centro interuniversitario di ricerca in filosofia e fondamenti della fisica (con biblioteca della S.I.L.F.S. e centro di ricerca in epistemologia e storia delle scienze), l'Istituto Musicale "A. Corelli", con fonoteca e biblioteca, e la Pinacoteca comunale di Cesena.
Della chiesa rimane soltanto l'invaso che costituisce l'ingresso al cinema. Nello spazio occupato da una delle due sale che costituiscono il cinema, erano collocati i sessantadue stalli del coro nelle quali le monache, attraverso delle grate, assistevano alle funzioni religiose celebrate nella chiesa al piano inferiore. Della struttura della chiesa rimane solo l'ingresso al cinema, mentre del monastero è probabilmente originale la loggia, la loggetta del chiostro è del Quattrocento.